# Iłownica (Weichsel)
Die Iłownica ist ein rechter Zufluss der Weichsel in dem Auschwitzer Becken von 28 Kilometern Länge. Der Fluss entspringt an den südwestlichen Hängen des Bucze in dem Schlesischen Vorgebirge und fließt nach Westen. Der Fluss mündet in die Weichsel im Auschwitzer Becken in der Gemeinde Czechowice-Dziedzice. Er entwässert einen Teil der nördlichen Schlesischen Beskiden. Er fließt in dem Landkreis Bielsko.